# Irrtum (ABGB)
Ein Irrtum liegt in der Allgemeinen Zivilrechtslehre Österreichs vor, wenn eine Vertragspartei eine falsche Vorstellung über den Inhalt einer von derselben abgegebenen Willenserklärung oder über den Vertragspartner und dessen wesentliche Eigenschaften hat. Gesetzlich wird dabei zwischen wesentlichen und unwesentlichen Irrtümern unterschieden.

## Wesentliche Irrtümer (§ 871 ABGB)
Ein wesentlicher Irrtum liegt vor, wenn über die Hauptsache oder eine wesentliche Beschaffenheit der Willenserklärung geirrt wird, das heißt, wenn der Vertrag ohne den Irrtum überhaupt nicht geschlossen worden wäre. Das Vorliegen ermöglicht die Anfechtung und Beseitigung des gesamten Vertrages, wenn eine der folgenden Voraussetzungen zutrifft:
- der Irrtum wurde durch die andere Vertragspartei veranlasst
- der Irrtum hätte der anderen Vertragspartei aus den Umständen auffallen müssen (z. B. kann dem Verkäufer aus einem unverhältnismäßig hohen Kaufpreis auffallen, dass der Käufer über den wahren Wert einer Sache irrt.)
- die irrende Partei hat die andere rechtzeitig von ihrem Irrtum in Kenntnis gesetzt (insbesondere bevor der Vertragspartner im Vertrauen auf die Erklärung gehandelt hat.)

## Unwesentliche Irrtümer (§ 872 ABGB)
Liegt ein unwesentlicher Irrtum vor, das heißt, wäre der Vertrag auch unter Kenntnis des Irrtums geschlossen worden, nur in einer anderen Form, so kann es zu einer Vertragskorrektur kommen. Diese beinhaltet insbesondere eine Preisminderung bzw. eine Anpassung der Konditionen, da das ABGB eine angemessene Vergütung für den Irregeführten fordert.

## Erklärungsirrtum, Geschäftsirrtum und Motivirrtum
In der Rechtsprechung wird des Weiteren noch zwischen Erklärungsirrtum, Geschäftsirrtum und Motivirrtum unterschieden. Diese Unterscheidung ist aber für das ABGB von untergeordneter Bedeutung.

### Erklärungsirrtum
Erklärungsirrtum liegt vor, wenn der Erklärende irrtümlich etwas anderes erklärt, als er erklären wollte oder er gar nicht weiß, dass er etwas erklärt.

Es sind mehrere Fälle möglich:
- Der Erklärende erklärt etwas, obwohl er gar keine Erklärung abgeben wollte (Erklärung ohne Erklärungsbewusstsein).
- Fehler beim Erklären (z. B.: der Erklärende verspricht oder verschreibt sich)
- Fehler in der Übermittlung
- Irrtum über die Bedeutung der Erklärung

Kein Erklärungsirrtum, ja überhaupt kein Irrtum, liegt bei der „falsa demonstratio“ vor.

### Geschäftsirrtum
Ein Geschäftsirrtum liegt vor, wenn über den Inhalt des Rechtsgeschäftes selbst, beziehungsweise über den Geschäftspartner geirrt wird, wenn zum Beispiel der Käufer ein Bild in Überzeugung, es handle sich um ein Original, erwirbt, es dies aber nicht ist.

### Motivirrtum
Der Motivirrtum fragt nach dem Beweggrund, warum der Erklärende überhaupt eine Erklärung abgegeben hat. Dieser Beweggrund hat nichts mit dem Inhalt der Erklärung zu tun, liegt also außerhalb des Geschäftsinhaltes. Folgende Fälle gehören ebenfalls zu den Motivirrtümern:
- Kalkulationsirrtum
- Rechts(folgen)irrtum (nicht zu verwechseln mit dem Rechtsirrtum außerhalb der Rechtsgeschäftslehre)
- Wertirrtum
- Irrtum über Zukünftiges

Da der Motivirrtum zur Risikosphäre des Erklärenden gehört, ist nur ausnahmsweise eine Anfechtung möglich.

Und zwar:
- wenn ihn der Vertragspartner listig herbeigeführt hat (§ 870 ABGB)
- bei unentgeltlichen Geschäften (§ 901 Satz 3 ABGB)
- bei letztwilligen Verfügungen
- wenn der Beweggrund durch die Parteien zur Bedingung gemacht wurde, sodass ein Geschäftsirrtum vorliegt (§ 901 ABGB).